# Nederländerna i olympiska sommarspelen 2000
Nederländerna deltog i de olympiska sommarspelen 2000 med en trupp bestående av 243 deltagare och de tog totalt 25 medaljer.

## Medaljer

### Guld
- Pieter van den Hoogenband - Simning, 100 m frisim
- Pieter van den Hoogenband - Simning, 200 m frisim
- Inge de Bruijn - Simning, 50 m frisim
- Inge de Bruijn - Simning, 100 m frisim
- Inge de Bruijn - Simning, 100 m fjäril
- Leontien Zijlaard - Cykling, linjelopp
- Leontien Zijlaard - Cykling, tempolopp
- Leontien Zijlaard - Cykling, förföljelselopp 3 km
- Mark Huizinga - Judo, medelvikt 90 kg
- Jeroen Dubbeldam - Ridsport, hoppning individuell
- Anky van Grunsven - Ridsport, dressyr individuell
- Landhockeylandslaget herrar (Jacques Brinkman, Jeroen Delmee, Jaap-Derk Buma, Marten Eikelboom, Piet-Hein Geeris, Erik Jazet, Ronald Jansen, Bram Lomans, Teun de Nooijer, Wouter van Pelt, Stephan Veen (kapten), Guus Vogels, Peter Windt, Diederik van Weel, Sander van der Weide och Remco van Wijk)

### Silver
- Leontien Zijlaard - Cykling, poänglopp
- Albert Voorn - Ridsport, hoppning individuell
- Margriet Matthijsse - Segling, europajolle
- Inge de Bruijn, Manon van Rooijen, Wilma van Hofwegen, Thamar Henneken och Chantal Groot (i kval) - Simning, 4 x 100 m frisim
- Kristie Boogert och Miriam Oremans - Tennis, dubbel
- Arjen Teeuwissen, Coby van Baalen, Ellen Bontje och Anky van Grunsven - Ridsport, dressyr lag
- Michiel Bartman, Dirk Lippits, Diederik Simon och Jochem Verberne - Rodd, fyrsculler
- Pieta van Dishoeck och Eeke van Nes - Rodd, dubbelsculler
- Tessa Appeldoorn, Carin ter Beek, Pieta van Dishoeck, Elien Meijer, Eeke van Nes, Nelleke Penninx, Martijntje Quik, Anneke Venema och Marieke Westerhof - Rodd, åtta utan styrman

### Brons
- Wietse van Alten - Bågskytte, individuellt
- Pieter van den Hoogenband - Simning, 50 m frisim
- Pieter van den Hoogenband, Johan Kenkhuis, Marcel Wouda, Martijn Zuijdweg och Mark van der Zijden (i kval) - Simning, 4 x 200 m frisim
- Landhockeylandslaget damer (Minke Booij, Dillianne van den Boogaard, Ageeth Boomgaardt, Julie Deiters, Mijntje Donners, Fleur van de Kieft, Fatima Moreira de Melo, Clarinda Sinnige, Hanneke Smabers, Minke Smabers, Margje Teeuwen, Carole Thate (kapten), Daphne Touw, Macha van der Vaart, Myrna Veenstra och Suzan van der Wielen)

## Badminton
Herrdubbel
- Quinten van Dalm och Dennis Lens
  - Sextondelsfinal — Förlorade mot Pramote Teerawiwatana och Tesana Panvisavas från Thailand

Damsingel
- Judith Meulendijks
  - 32-delsfinal — Bye
  - Sextondelsfinal — Förlorade mot Ye Zhaoying från Kina
- Mia Audina Tjiptawan
  - Round of 64 — Bye
  - Sextondelsfinal — Besegrade Sonya McGinn från Irland
  - Åttondelsfinal — Besegrade Ya-Lin Chan från Taiwan
  - Kvartsfinal — Förlorade mot Camilla Martin från Danmark

Damdubbel
- Lotte Jonathans och Nicole van Hooren
  - Sextondelsfinal — Bye
  - Åttondelsfinal — Besegrade Nicole Grether och Karen Stechmann från Tyskland
  - Kvartsfinal — Förlorade mot Huang Nanyan och Yang Wei från Kina

Mixeddubbel
- Erica van den Heuvel och Chris Bruil
  - Sextondelsfinal — Besegrade Amanda Hardy och David Bamford från Australien
  - Åttondelsfinal — Besegrade Ge Fei och Liu Yong från Kina
  - Kvartsfinal — Förlorade mot Simon Archer och Joanne Goode från Storbritannien

## Baseboll
I gruppspelet mötte alla lag varandra och de fyra bästa lagen (Kuba, USA, Sydkorea och Japan) gick vidare. 
| Nation        | Segrar | Förluster | Tiebreaker |
| ------------- | ------ | --------- | ---------- |
| Kuba          | 6      | 1         | 1-0        |
| USA           | 6      | 1         | 0-1        |
| Sydkorea      | 4      | 3         | 1-0        |
| Japan         | 4      | 3         | 1-0        |
| Nederländerna | 3      | 4         |            |
| Italien       | 2      | 5         | 1-0        |
| Australien    | 2      | 5         | 0-1        |
| Sydafrika     | 1      | 6         |            |

## Bågskytte
| Herrarnas individuella |                  |                                |                  |                  |                           |                  |               |                    |             |
|                        | Wietse van Alten | Wietse van Alten               | Wietse van Alten | Fred van Zutphen | Fred van Zutphen          | Fred van Zutphen | Henk Vogels   | Henk Vogels        | Henk Vogels |
| 32-delsfinal           | Besegrade        | Miika Aulio Finland            | 163-160          | Besegrade        | Jari Lipponen Finland     | 161-155          | Förlorade mot | Bård Nesteng Norge | 158-149     |
| Sextondelsfinal        | Besegrade        | Grzegorz Targonski Polen       | 160-157          | Besegrade        | Rodney White USA          | 153-152          | -             | -                  | -           |
| Åttondelsfinal         | Besegrade        | Stanislav Zabrodskiy Kazakstan | 166-164          | Förlorade mot    | Sebastien Flute Frankrike | 166-159          | -             | -                  | -           |
| Kvartsfinal            | Besegrade        | Sebastien Flute Frankrike      | 106-102          | -                | -                         | -                | -             | -                  | -           |
| Semifinal              | Förlorade mot    | Simon Fairweather Australien   | 112-110          | -                | -                         | -                | -             | -                  | -           |
| Bronsmatch             | Besegrade        | Magnus Petersson Sverige       | 114-109          | -                | -                         | -                | -             | -                  | -           |
|                        | Brons            | Brons                          | Brons            | -                | -                         | -                | -             | -                  | -           |

Herrarnas lagtävling
- Van Alten, Van Zutphen och Vogels — Åttondelsfinal (0-1) → 9:e plats

## Cykling

### Mountainbike
Herrarnas terränglopp
- Bas van Dooren
  - Final — 2:14:37.26 (→ 11:e plats)
- Bart Brentjens
  - Final — 2:14:41.95 (→ 12:e plats)
- Patrick Tolhoek
  - Final — DNF

Damernas terränglopp
- Corine Dorland
  - Final — 1:59:59.36 (→ 17:e plats)

### Landsväg
Herrarnas tempolopp
- Koos Moerenhout
  - Final — 1:01:27 (→ 26:e plats)
- Erik Dekker
  - Final — 1:01:40 (→ 29:e plats)

Herrarnas linjelopp
- Max van Heeswijk
  - Final — 5:30:46 (→ 15:e plats)
- Léon van Bon
  - Final — 5:30:46 (→ 25:e plats)
- Tristan Hoffman
  - Final — 5:36:14 (→ 80:e plats)
- Erik Dekker
  - Final — DNF
- Koos Moerenhout
  - Final — DNF

Damernas tempolopp
- Leontien Zijlaard
  - Final — 0:42:00 (→ Guld)
- Mirjam Melchers
  - Final — 0:44:12 (→ 11:e plats)

Damernas linjelopp
- Leontien Zijlaard
  - Final — 3:06:31 (→ Guld)
- Mirjam Melchers
  - Final — 3:06:31 (→ 12:e plats)
- Chantal Beltman
  - Final — 3:10:34 (→ 36:e plats)

### Bana
Herrarnas poänglopp
- Wilco Zuijderwijk
  - Poäng — 3
  - Varv efter — 2 (→ 18:e plats)

Herrarnas lagförföljelse
- John den Braber, Robert Slippens, Jens Mouris, Wilco Zuijderwijk och Peter Schep
  - Kval — 04:09.590
  - Kvartsfinal — Varvade (→ gick inte vidare)

Herrarnas Madison
- Danny Stam och Robert Slippens
  - Final — 8 (→ 8:e plats)

Damernas förföljelse
- Leontien Zijlaard
  - Kval — 03:31.570
  - Semifinal — Besegrade Sarah Ulmer från Nya Zeeland
  - Final — Besegrade Marion Clignet från Frankrike (→ Guld)

Damernas poänglopp
- Leontien Zijlaard
  - Poäng — 16 (→ Silver)

## Friidrott
Herrarnas 800 meter
- Bram Som
  - Omgång 1 — 01:48.58 (→ gick inte vidare)

Herrarnas 1 500 meter
- Marko Koers
  - Omgång 1 — 03:39.16
  - Semifinal — 03:39.42 (→ gick inte vidare)

Herrarnas 110 meter häck
- Robin Korving
  - Omgång 1 — DNS (→ gick inte vidare)

Herrarnas 3 000 meter hinder
- Simon Vroemen
  - Omgång 1 — 08:22.13
  - Final — 08:37.87 (→ 12:e plats)

Herrarnas höjdhopp
- Wilbert Pennings
  - Kval — 2.20 (→ gick inte vidare)

Herrarnas stavhopp
- Rens Blom
  - Kval — 5.65 (→ gick inte vidare)

Herrarnas maraton
- Kamiel Maase
  - Final — 2:16:24 (→ 13:e plats)
- Greg van Hest
  - Final — 2:18:00 (→ 25:e plats)

Damernas kulstötning
- Lieja Koeman
  - Kval — 17.99
  - Final — 17.96 (→ 9:e plats)

Damernas maraton
- Nadezhda Wijenberg
  - Final — 2:32:29 (→ 22:a plats)

## Judo
Herrarnas halv lättvikt (-66 kg)
- Patrick van Kalken

Herrarnas halv mellanvikt (-81 kg)
- Maarten Arens

Herrarnas mellanvikt (-90 kg)
- Mark Huizinga

Herrarnas halv tungvikt (-100 kg)
- Ben Sonnemans

Herrarnas tungvikt (+100 kg)
- Dennis van der Geest

Damernas halv lättvikt (-52 kg)
- Deborah Gravenstijn

Damernas lättvikt (-57 kg)
- Jessica Gal

Damernas halv mellanvikt (-63 kg)
- Daniëlle Vriezema

Damernas mellanvikt (-70 kg)
- Edith Bosch

Damernas halv tungvikt (-78 kg)
- Karin Kienhuis

## Landhockey
Herrar
Coach: Maurits Hendriks

1. Ronald Jansen (GK)
2. Bram Lomans
3. Diederik van Weel
4. Erik Jazet
5. Peter Windt
6. Wouter van Pelt
7. Sander van der Weide
8. Jacques Brinkman
9. Piet-Hein Geeris
10. Stephan Veen (c)
11. Marten Eikelboom
12. Jeroen Delmee
13. Guus Vogels (GK)
14. Teun de Nooijer
15. Remco van Wijk
16. Jaap-Derk Buma

Gruppspel
| Lag            | Spelade | W | D | L | GF | GA | Poäng |
| -------------- | ------- | - | - | - | -- | -- | ----- |
| Pakistan       | 5       | 2 | 3 | 0 | 15 | 6  | 9     |
| Nederländerna  | 5       | 2 | 2 | 1 | 11 | 8  | 8     |
| Tyskland       | 5       | 2 | 2 | 1 | 7  | 6  | 8     |
| Storbritannien | 5       | 1 | 2 | 2 | 8  | 16 | 5     |
| Malaysia       | 5       | 0 | 4 | 1 | 5  | 6  | 4     |
| Kanada         | 5       | 0 | 3 | 2 | 7  | 11 | 3     |

Slutspel
|  | Semifinaler          | Semifinaler          |       |                   | Final             | Final |  |
|  |                      |                      |       |                   |                   |       |  |
|  | 28 september 2000    |                      |       |                   |                   |       |  |
|  | Pakistan             | 0                    |       |                   |                   |       |  |
|  | Sydkorea             | 1                    |       |                   |                   |       |  |
|  |                      |                      |       |                   |                   |       |  |
|  |                      |                      |       |                   | 30 september 2000 |       |  |
|  |                      |                      |       |                   | Sydkorea          | 3 (4) |  |
|  |                      | Nederländerna (p.s.) | 3 (5) |                   |                   |       |  |
|  |                      |                      |       |                   |                   |       |  |
|  |                      |                      |       |                   |                   |       |  |
|  |                      |                      |       |                   | Bronsmatch        |       |  |
|  | 28 september 2000    | 28 september 2000    |       | 30 september 2000 | 30 september 2000 |       |  |
|  | Nederländerna (p.s.) | 0 (5)                |       | Pakistan          | 3                 |       |  |
|  | Australien           | 0 (4)                |       |                   | Australien        | 6     |  |

Damer
Coach: Tom van 't Hek

1. Clarinda Sinnige (GK)
2. Macha van der Vaart
3. Julie Deiters
4. Fatima Moreira de Melo
5. Hanneke Smabers
6. Dillianne van den Boogaard (c)
7. Margje Teeuwen
8. Mijntje Donners
9. Ageeth Boomgaardt
10. Myrna Veenstra
11. Minke Smabers
12. Carole Thate (c)
13. Fleur van de Kieft
14. Suzan van der Wielen
15. Minke Booij
16. Daphne Touw (GK)

Gruppspel
| Lag           | Spelade | W | D | L | GF | GA | Poäng |
| ------------- | ------- | - | - | - | -- | -- | ----- |
| Nya Zeeland   | 4       | 2 | 1 | 1 | 7  | 5  | 7     |
| Kina          | 4       | 2 | 0 | 2 | 4  | 5  | 6     |
| Nederländerna | 4       | 1 | 2 | 1 | 9  | 9  | 5     |
| Tyskland      | 4       | 1 | 2 | 1 | 6  | 6  | 5     |
| Sydafrika     | 4       | 1 | 1 | 2 | 4  | 5  | 1     |

Slutomgång
| Lag           | Spelade | W | D | L | GF | GA | Poäng |
| ------------- | ------- | - | - | - | -- | -- | ----- |
| Australien    | 5       | 4 | 1 | 0 | 17 | 3  | 13    |
| Argentina     | 5       | 3 | 0 | 2 | 13 | 7  | 9     |
| Nederländerna | 5       | 2 | 0 | 3 | 8  | 14 | 6     |
| Spanien       | 5       | 1 | 3 | 1 | 5  | 5  | 6     |
| Kina          | 5       | 1 | 1 | 3 | 4  | 10 | 4     |
| Nya Zeeland   | 5       | 1 | 1 | 3 | 8  | 16 | 4     |

## Rodd
Herrar
| Idrottare | Gren                        | Heat    | Heat      | Återkval | Återkval  | Semifinal | Semifinal | Final   | Final     | Final |
| Idrottare | Gren                        | Tid     | Placering | Tid      | Placering | Tid       | Placering | Tid     | Placering |       |
| --- | --------------------------- | ------- | --------- | -------- | --------- | --------- | --------- | ------- | --------- | ----- |
| Gerard Egelmeers | Singelsculler               | 7:05,48 | 3 R       | 7:04,25  | 1 SA/B    | 7:07,14   | 4 FB      | 6:55,29 | 7         |       |
| Jochem Verberne Dirk Lippits Diederik Simon Michiel Bartman                                                                                  | Scullerfyra                 | 5:54,57 | 2 Q       | BYE      | BYE       | 5:47,80   | 2 FA      | 5:47,91 | 2         |       |
| Adri Middag Peter van der Noort Niels van der Zwan Gerritjan Eggenkamp Geert-Jan Derksen Gijs Kind Geert Cirkel Nico Rienks Merijn van Oijen | Åtta med styrman            |         |           |          |           |           |           |         |           |       |
| Maarten van der Linden Pepijn Aardewijn | Lättvikts-dubbelsculler     |         |           |          |           |           |           |         |           |       |
| Joris Trooster Jeroen Spaans Simon Kolkman Robert van der Vooren                                                                             | Lättvikts-fyra utan styrman |         |           |          |           |           |           |         |           |       |

Damer
| Idrottare | Gren                    | Heat | Heat      | Återkval | Återkval  | Semifinal | Semifinal | Final | Final     | Final |
| Idrottare | Gren                    | Tid  | Placering | Tid      | Placering | Tid       | Placering | Tid   | Placering |       |
| --- | ----------------------- | ---- | --------- | -------- | --------- | --------- | --------- | ----- | --------- | ----- |
| Pieta van Dishoeck Eeke van Nes | Dubbelsculler           |      |           |          |           |           |           |       |           |       |
| Marloes Bolman Femke Dekker | Tvåa utan styrman       |      |           |          |           |           |           |       |           |       |
| Anneke Venema Carin ter Beek Nelleke Penninx Pieta van Dishoeck Eeke van Nes Tessa Appeldoorn Marieke Westerhof Elien Meijer Martijntje Quik | Åtta med styrman        |      |           |          |           |           |           |       |           |       |
| Kirsten van der Kolk Marit van Eupen | Lättvikts-dubbelsculler |      |           |          |           |           |           |       |           |       |

Damer
| Seglare                            | Gren        | Lopp | Lopp | Lopp | Lopp | Lopp | Lopp | Lopp | Lopp    | Lopp | Lopp | Lopp | Nettopoäng | Placering |
| Seglare                            | Gren        | 1    | 2    | 3    | 4    | 5    | 6    | 7    | 8       | 9    | 10   | 11   | Nettopoäng | Placering |
| ---------------------------------- | ----------- | ---- | ---- | ---- | ---- | ---- | ---- | ---- | ------- | ---- | ---- | ---- | ---------- | --------- |
| Magriet Matthijsse                 | Europajolle | 1    | 24   | 19   | 2    | 6    | 5    | 3    | 19      | 1    | 1    | 1    | 39         | 2         |
| Carolijn Brouwer Alexandra Verbeek | 470         | 11   | 16   | 8    | 9    | 10   | 6    | 5    | RDG 9.3 | 13   | 10   | 7    | 75.3       | 13        |

Öppen
| Seglare                   | Gren    | Lopp | Lopp | Lopp | Lopp | Lopp | Lopp | Lopp | Lopp | Lopp | Lopp | Lopp | Nettopoäng | Placering |
| Seglare                   | Gren    | 1    | 2    | 3    | 4    | 5    | 6    | 7    | 8    | 9    | 10   | 11   | Nettopoäng | Placering |
| ------------------------- | ------- | ---- | ---- | ---- | ---- | ---- | ---- | ---- | ---- | ---- | ---- | ---- | ---------- | --------- |
| Serge Kats                | Laser   | 29   | 3    | 10   | 7    | 5    | 10   | 31   | 19   | 3    | 9    | 6    | 72         | 4         |
| Mark Neeleman Jos Schrier | Starbåt | 5    | 7    | 7    | 11   | 8    | 4    | 15   | 6    | 1    | 4    | 8    | 50         | 6         |

Match racing
| Seglare                                     | Gren   | Lopp | Lopp | Lopp | Lopp | Lopp | Lopp | Nettopoäng | Placering | Kvartsfinal                                       | Semifinal         | Final / BM        | Placering |
| Seglare                                     | Gren   | 1    | 2    | 3    | 4    | 5    | 6    | Nettopoäng | Placering | Motståndare Poäng                                 | Motståndare Poäng | Motståndare Poäng | Placering |
| ------------------------------------------- | ------ | ---- | ---- | ---- | ---- | ---- | ---- | ---------- | --------- | ------------------------------------------------- | ----------------- | ----------------- | --------- |
| Dirk de Ridder Roy Heiner Peter van Niekerk | Soling | 1    | 5    | 13   | 11   | 1    | 1    | 19         | 3 q       | Tyskland Danmark Norge Nya Zeeland Ryssland L 2-3 | Tyskland L 1-3    | Norge L 1-3       | 4         |

## Triathlon
| Triathlet           | Gren                | Simning (1,5 km) | Cykling (40 km) | Löpning (10 km) | Total tid  | Placering |
| ------------------- | ------------------- | ---------------- | --------------- | --------------- | ---------- | --------- |
| Wieke Hoogzaad      | Damernas triathlon  | 20:38,38         | 1:08:57,71      | 37:09,39        | 2:06:45,48 | 25        |
| Silvia Pepels       | Damernas triathlon  | 20:37,38         | 1:06:53,90      | 39:33,73        | 2:07:05,01 | 26        |
| Ingrid van Lubek    | Damernas triathlon  | 20:54,08         | 1:08:45,80      | 39:49,12        | 2:09:29,00 | 33        |
| Eric van der Linden | Herrarnas triathlon | 18:22,19         | 59:10,40        | 36:59,45        | 1:54:32,04 | 42        |
| Rob Barel           | Herrarnas triathlon | 18:34,69         | 1:03:32,00      | 33:30,00        | 1:55:36,69 | 43        |
| Dennis Looze        | Herrarnas triathlon | 18:08,49         | 59:20,80        | 42:54,51        | 2:00:23,80 | 48        |